# Tautomeria cetoenòlica

Mecanisme de la tautomeria cetoenòlica del prop-1-en-1-ol (forma enòlica) i el propanal (forma cetònica).

La tautomeria cetoenòlica és la tautomeria (equilibri químic entre isòmers) que presenten els compostos carbonílics amb un grup carbonil {\displaystyle {\ce {C=O}}} i un o més hidrògens en posició α (carboni unit al grup carbonil).
En els compostos monocarbonílics senzills, com l'acetona i l'acetaldehid, el tautòmer que conté el grup carbonil és el que predomina i el que es considera forma cetònica. En el cas de l'acetona, la forma enòlica és inferior a l'1 % i en el de l'acetaldehid no es pot detectar. L'estabilitat més gran de les formes cetòniques en els compostos monocarbonílics s'atribueix a la diferència de l'energia d'enllaç entre l'enllaç π {\displaystyle {\ce {C=O}}} (87 kcal/mol) i l'enllaç π {\displaystyle {\ce {C=C}}} (60 kcal/mol). Pel que fa als compostos β-dicarbonílics, que tenen dos grups carbonil separats per un carboni saturat, la quantitat de la forma enòlica en l'equilibri és molt superior. En la transformació d'alguns compostos té un gran interès la formació de l'enol, ja que sovint hi és present en una baixa proporció, i es recorre a la catàlisi per a afavorir-lo.